# Diego Lira Vergara
Diego Francisco Lira Vergara (Santiago, 17 de abril de 1906/1908-Santiago, 11 de marzo de 1981) fue un abogado y político chileno, miembro del Partido Agrario Laborista (PAL). Fue el ministro de Tierras y Colonización en 1954, y ministro de Minería en 1955; en el segundo gobierno de Carlos Ibáñez del Campo.

## Biografía
Diego Francisco Lira Vergara nació el 17 de abril de 1906 o de 1098, en Santiago, capital de Chile. Hijo de familia numerosa del matrimonio de Luis Lira Lira y Laura Vergara Astaburuaga; ambos originarios de Santiago.
Contrajo matrimonio en 1933, con Alicia Octavia Silva de la Fuente, con quien tuvo cuatro hijos: Diego Abdón, Luis Felipe, José Ricardo y Elena Lira Silva.
Abogado en 1932, fue profesor ayudante en Derecho Civil en la Pontificia Universidad Católica de Chile.
Militante del Movimiento Nacional Socialista de Chile (MNSCh), en las elecciones parlamentarias de 1937, fue candidato a diputado por Osorno, por el periodo legislativo 1937-1941, sin resultar elegido.
Participó en la fundación del Partido Agrario Laborista (PAL), y con la llegada del general Carlos Ibáñez del Campo por segunda vez a la presidencia en 1952, ejerció varios cargos, por ejemplo, el 1 de marzo de 1954 fue nombrado como ministro de Tierras y Colonización, ejerciendo el cargo hasta el 5 de junio del mismo año, y más tarde, el 6 de enero de 1955 fue nombrado como ministro de Minería, ejerciendo la labor hasta el 30 de mayo del mismo año.
Paralelamente, fue nombrado como fiscal y luego vicepresidente, de la Corporación Nacional de Inversiones; función que cumplió entre 1953 y 1958. Asimismo, fue designado como presidente de la Corporación de Ventas del Salitre.
Falleció en su ciudad natal, el 11 de marzo de 1981.